# Oliver Šin

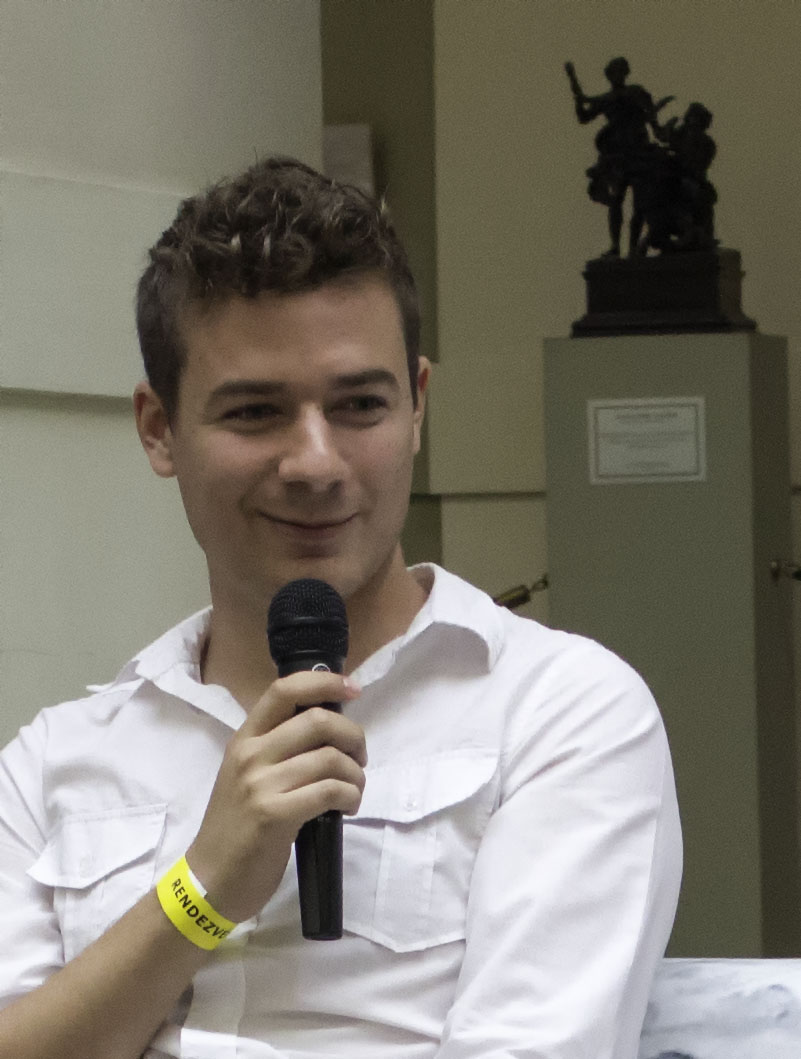
Oliver Sin im ARC 13., Museum of Fine Arts, Budapest (September 2013)

Oliver Šin (* 18. Mai 1985 in Budapest, Ungarn) ist ein ungarischer Maler und Künstler.

## Karriere

### Früheres Leben und Bildung
Olivér Gádor Šin wurde in Budapest, Ungarn geboren und ist zusammen mit seiner Schwester von ihrem Vater, Zoltan Šin, einem Seilmacher, erzogen worden. Er interessierte sich seit seiner Kindheit für Kunst und Wissenschaft von 2003 bis 2009 lernte die bildende Künste an der Schule Miklós Radnóti in Dunakeszi. Nach dem Abitur studierte er an der Universität West-Ungarn in Szombathely, wo er sich auf bildende Künste und kroatische Sprache spezialisierte.

### Durchbruch
Seine Arbeit erweckte die internationale Aufmerksamkeit zum ersten Mal durch seine Zusammenarbeit mit Fibenare Guitars Co., als sie die „Fibenare – Oliver Sin Collaboration Gitarre 2012“ anfertigten. Er erstellte 2013 für das Magazin Guitar Connoiseur die Titelseite der April-Ausgabe.

## Auszeichnungen
- 2012 Kodálypreis
- 2013 Art-Feszt Spezialpreis
- 2013 Borzpreis / ARC 13.
- 2013 MODESSQE 1st, Auszeichnung

## Ausstellungen
2009

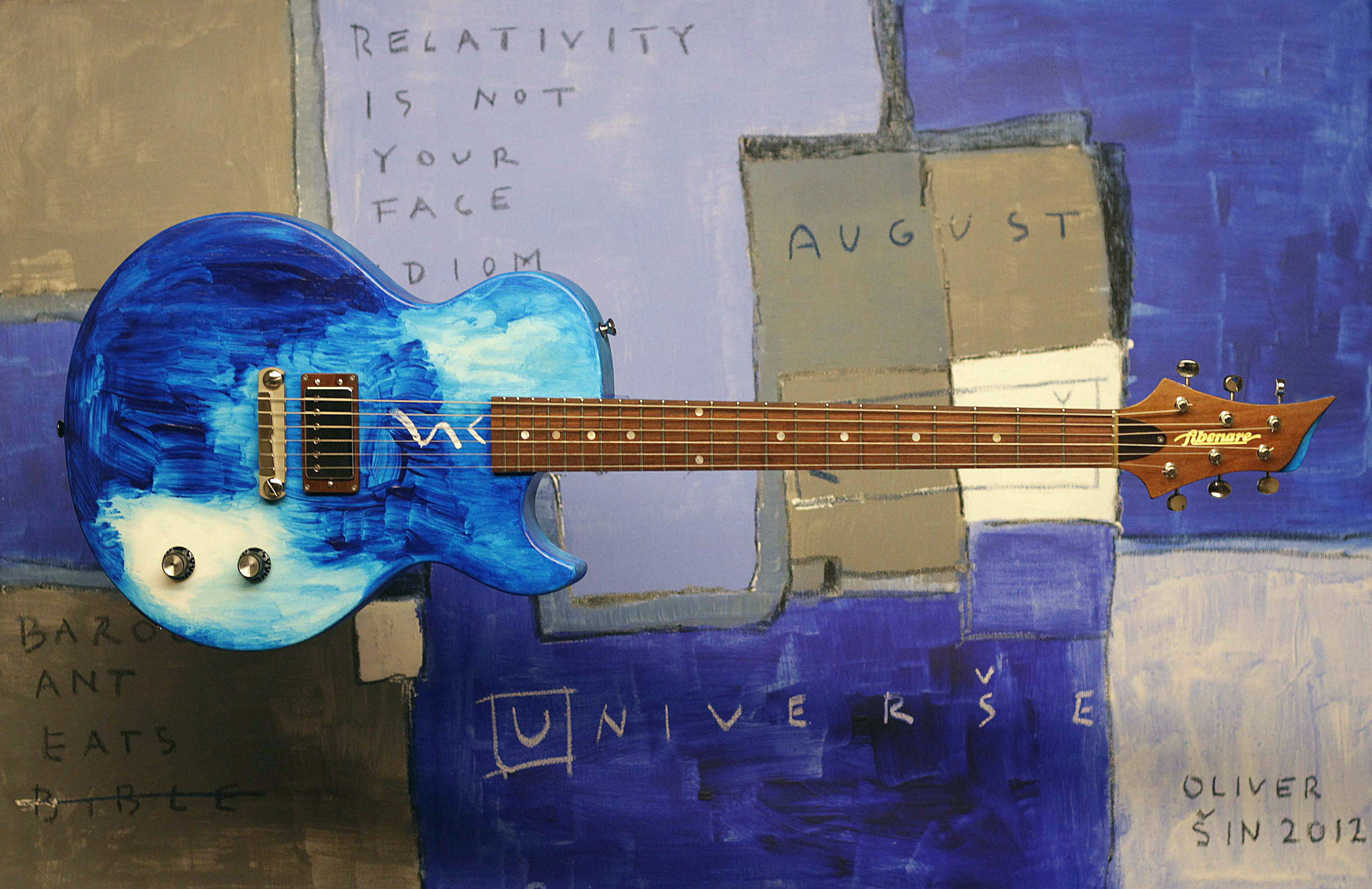

- Budapest (Ungarn), Bakelit Multi Art Center

2010
- Budapest (Ungarn), Pszinapszis XIV

2012
- Érd, City Gallery (Ungarn), Ez van!
- Budapest (Ungarn), Syma Centre, Decoration Society Contest II.
- Budapest (Ungarn), FN5, Millenáris
- Vác (Ungarn), Exhibition of the Contemporary Values II. K.É.K.[3]
- Budapest (Ungarn), Bakelit Multi Art Center
- Budapest (Ungarn), Abszurd Flikk-Flakk, Alle Center
- Budapest (Ungarn), Bakelit Pályázat 2nd Exhibition, Fogasház Kulturális Befogadótér
- Budapest (Ungarn), Honoratus Kodály Zoltán, MOM Kulturális Központ

2013
- Los Angeles (USA), NAMM Show / Fibenare
- Szentendre (Ungarn), Budapest Art Expo Fresh VI.- International Biennial Of Young Artists
- Erzsébetliget (Ungarn), Art Feszt VI.
- Újpalota (Ungarn), In-Spirál Ház, Zsókavár Gallery
- Vác (Ungarn), Light / Fény – Napfesztivál, Art Lavina Gallery
- Budapest (Ungarn), ARC 13.[4]
- Warsaw (Polen), Perfectionists / MODESSQE 1st, Skwer[5]

2014
- Anaheim (USA), California, NAMM Show mit Fibenare Guitars Co.
- Krakau (Poland), Pracownia pod Baranami (MODESSQE)[6]
- Budapest (Hungary), My Brain Is Open, Serpenyős
- Cambridge (USA), Central Elements Cambridge Science Festival (MIT)[7]

## Kollektionen

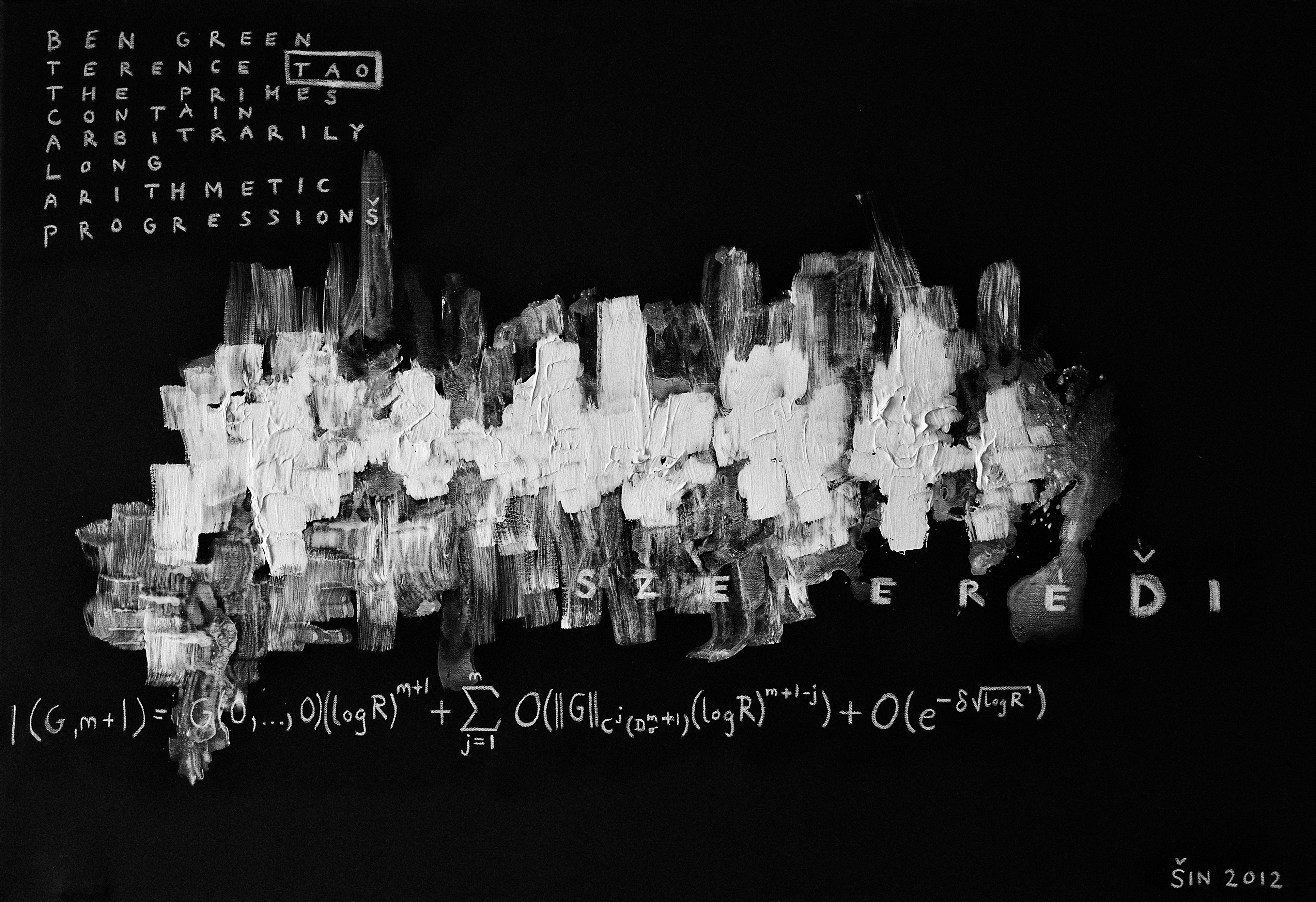

MODESSQE (Polen)

## Illustrationen
- 2013 April, October Guitar Connoisseur (New York, USA) / covers[8]
- 2013 September Endre Dicsőfi: Nyitnikék (Ungarn) / cover, illustrations
- 2013 Oktober Korunk (Cluj-Napoca, Romania) / cover, illustrations[9]